# Terraform
Terraform è il secondo album in studio della noise rock band degli Shellac, edito nel 1998.

## Tracce
1. Didn't We Deserve A Look At You The Way You Really Are
2. This Is A Picture
3. Disgrace
4. Mouthpiece
5. Canada
6. Rush Job
7. House Full Of Garbage
8. Copper

## Musicisti
- Steve Albini - voce e chitarra
- Robert S. Weston - basso e voce
- Todd Trainer - batteria